# Gerrard Winstanley
Gerrard Winstanley (batizado em 10 de outubro de 1609, Wigan, Lancashire – 10 de setembro de 1676, Londres) foi um líder não conformista inglês do movimento dos Escavadores, durante a Revolução Inglesa.

## Biografia
Em 1630, o comerciante de tecidos Gerrard Winstanley se mudou para Londres, mas seu negócio faliu em 1643, nas circunstâncias de abuso de poder e conflitos que levaram à Revolução Gloriosa. Com ajuda de seu sogro, se mudou para Cobham, em Surrey, onde inicialmente trabalhou como vaqueiro. Com a derrota do lado monarquista e da execução do rei Carlos I, no início de 1649, ele e outros em situação semelhante reuniram-se para representar a voz dos pobres sem propriedades.
Com William Everard, Gerrard fundou e liderou um grupo radical protestante, os Escavadores (em inglês: Diggers), ou como se chamavam, Verdadeiros Niveladores (em inglês: true levellers). Entre abril de 1649 e abril de 1650, os Escavadores cultivaram terras comuns em St. George's Hill, Walton-on-Thames, Surrey, e em Cobham até serem dispersos pela força legal e violência popular. O grupo acreditava que a Guerra Civil Inglesa havia sido travada contra o rei e os grandes proprietários de terras; então, se o rei havia sido executado, a terra deveria ser disponibilizada para o cultivo dos muito pobres. São percebidos como representantes do comunismo agrário.
Após o fim da colônia Digger, Winstanley permaneceu como panfletário, prenunciando ideias comunistas e materialistas. Morreu como Quaker.
Apesar de relativamente desconhecido por outros pensadores até fins do século XIX, suas ideias e escritos preconizavam muitas das teorias do anarquismo e marxismo. Após a Revolução Russa, foi reconhecido como um dos 19 importantes pensadores revolucionários, em 1918, no obelisco dos Jardins de Alexandre. Winstanley também tem sido investigado por inúmeros autores e pesquisadores, como Christopher Hill. Em memória do movimento e de Winstanley, em sua terra natal, Wigan, é realizado o Wigan Diggers' Festival.